# Mellon Financial
Mellon Financial Corporation var en amerikansk multinationell fondförvaltare. De var också ett förvaringsinstitut, där de förvarade tillgångar på nästan $4,5 biljoner.
De grundades 1869 som en bank med namnet T. Mellon & Sons' Bank av advokaten och domaren Thomas Mellon tillsammans med sönerna Andrew W. Mellon och Richard B. Mellon. 1902 fick den namnet Mellon National Bank och anslöt sig till det nationella banksystemet. Mellon genomgick under åren flertal fusioner och namnändringar, ända fram till 1999 när de slutligen fick namnet Mellon Financial Corporation och 2001 blev de helt en kapitalförvaltare. Den 4 december 2006 meddelade den New York-baserade bankkoncernen Bank of New York att man var överens med Mellon om en fusion. Den formella köparen i affären var Bank of New York och skulle betala $16,5 miljarder till Mellons aktieägare när affären skulle bli slutförd under det tredje kvartalet för 2007. Den 2 juli blev det officiellt och båda två fusionerades med varandra.
För 2006 hade de en omsättning på mer än $5,3 miljarder och förvaltade ett kapital på nästan en biljon amerikanska dollar samt hade en personalstyrka på 16 800 anställda. Deras huvudkontor låg i Pittsburgh i Pennsylvania.